# Hirehatti, Gokak
Hirehatti là một làng thuộc tehsil Gokak, huyện Belgaum, bang Karnataka, Ấn Độ.